# Marta Witkowska (politolog)
Marta Witkowska – polska politolożka, profesor uczelni, doktor habilitowana nauk społecznych, adiunkt na Wydziale Nauk Politycznych i Studiów Międzynarodowych Uniwersytetu Warszawskiego. Specjalistka w zakresie problematyki Unii Europejskiej oraz systemu politycznego Niemiec. 

## Kariera naukowa
W 2002 r. została doktorem nauk humanistycznych w zakresie nauk o polityce. 12 listopada 2014 r. uzyskała na ówczesnym Wydziale Dziennikarstwa i Nauk Politycznych UW stopień doktora habilitowanego nauk społecznych w dyscyplinie nauk o polityce na podstawie dorobku naukowego i rozprawy Mechanizmy podejmowania decyzji w Unii Europejskiej. Od września 2022 r. zatrudniona na stanowisku profesora uczelni.
Należała do kadry naukowo-dydaktycznej Instytutu Nauk Politycznych UW, gdzie w latach 2015-2019 kierowała Zakładem Prawa i Instytucji Europejskich. Po reorganizacji wydziału z 2019 r. znalazła się w zespole Katedry Prawa i Instytucji Unii Europejskiej. Od 2020 r. jest członkiem Katedry Polityk Unii Europejskiej tegoż Wydziału..  
Od 2005 do 2008 była sekretarzem Komitetu Głównego Olimpiady Wiedzy o Polsce i Świecie Współczesnym. W latach 2011–2019 była pełnomocniczką rektora Uniwersytetu Warszawskiego ds. międzynarodowych staży parlamentarnych.  W latach 2017–2020 była zastępczynią redaktora naczelnego Przeglądu Europejskiego, a obecnie kieruje tym kwartalnikiem naukowym. Ponadto należy do innych zespołów redakcyjnych czasopism obcojęzycznych. Członkini Polskiego Towarzystwa Studiów Europejskich, od 2014 r. stoi na czele warszawskich struktur tej organizacji. Od 2009 r. należy do grona ekspertów Komisji Europejskiej. 

## Ważniejsze publikacje naukowe
1. Witkowska M., Potorski R., Kabat-Rudnicka D., Boiret K., Dylematy systemowe Unii Europejskiej u zarania trzeciej dekady XXI w., Warszawa 2023, DOI:	https://doi.org/10.31338/uw.9788323561859
2. Witkowska M., Kabat-Rudnicka D., Potorski R., Boiret K., Problemy i wyzwania stojące przed Unią Europejską, Warszawa 2022
3. Witkowska M., Kużelewska E., Potorski R., Czub J.F., Kucheryavaya E.V., Dłuski S., Podmioty integracji europejskiej z perspektywy reformowania Unii Europejskiej, Warszawa 2017
4. Witkowska M. (red.), Bilans polskiego członkostwa w Unii Europejskiej, Warszawa 2015
5. Witkowska M. (red.), Społeczeństwo obywatelskie w procesie integracji europejskiej, Warszawa 2009.
6. Witkowska, M., Zasady funkcjonowania Unii Europejskiej, Warszawa 2008
7. Witkowska M., Co warto wiedzieć o konstytucji Unii Europejskiej, Warszawa 2004
8. Witkowska M., Procesy decyzyjne w Unii Europejskiej, Warszawa 2004
9. Witkowska, M., Partie polityczne w krajach związkowych Republiki Federalnej Niemiec, Warszawa 2003